# Katalog główny
Katalog główny (ang. root directory) – katalog w systemie plików nadrzędny dla wszystkich innych katalogów (i również plików). W systemach uniksowych oznaczamy przez ukośnik (/), a w systemach dosowych przez odwrotny ukośnik (\).
W systemach uniksowych odnosi się do całego systemu plików, natomiast w systemach dosowych do katalogów głównych każdej partycji. W systemach uniksowych katalog główny jest jeden, w systemach dosowych może być ich kilka (tyle, ile partycji).